# Schild-Wasserhahnenfuß
Der Schild-Wasserhahnenfuß (Ranunculus peltatus) ist eine Pflanzenart aus der Gattung Hahnenfuß (Ranunculus) innerhalb der Familie der Hahnenfußgewächse (Ranunculaceae). Diese Wasserpflanze gedeiht in mäßig nährstoffreichen Gewässern vor (zur Artengruppe der weißblühenden Wasserhahnenfußarten siehe beispielsweise auch Gewöhnlicher Wasserhahnenfuß). Sie kommt hauptsächlich in küstennahen Gebieten in Europa und Nordafrika vor.

## Beschreibung

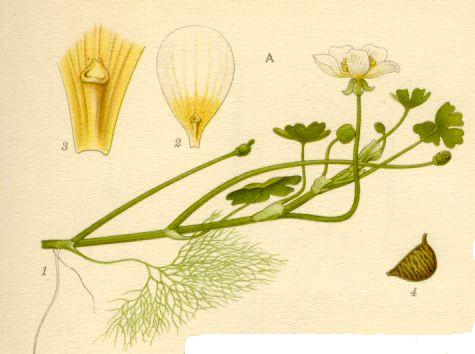
Illustration

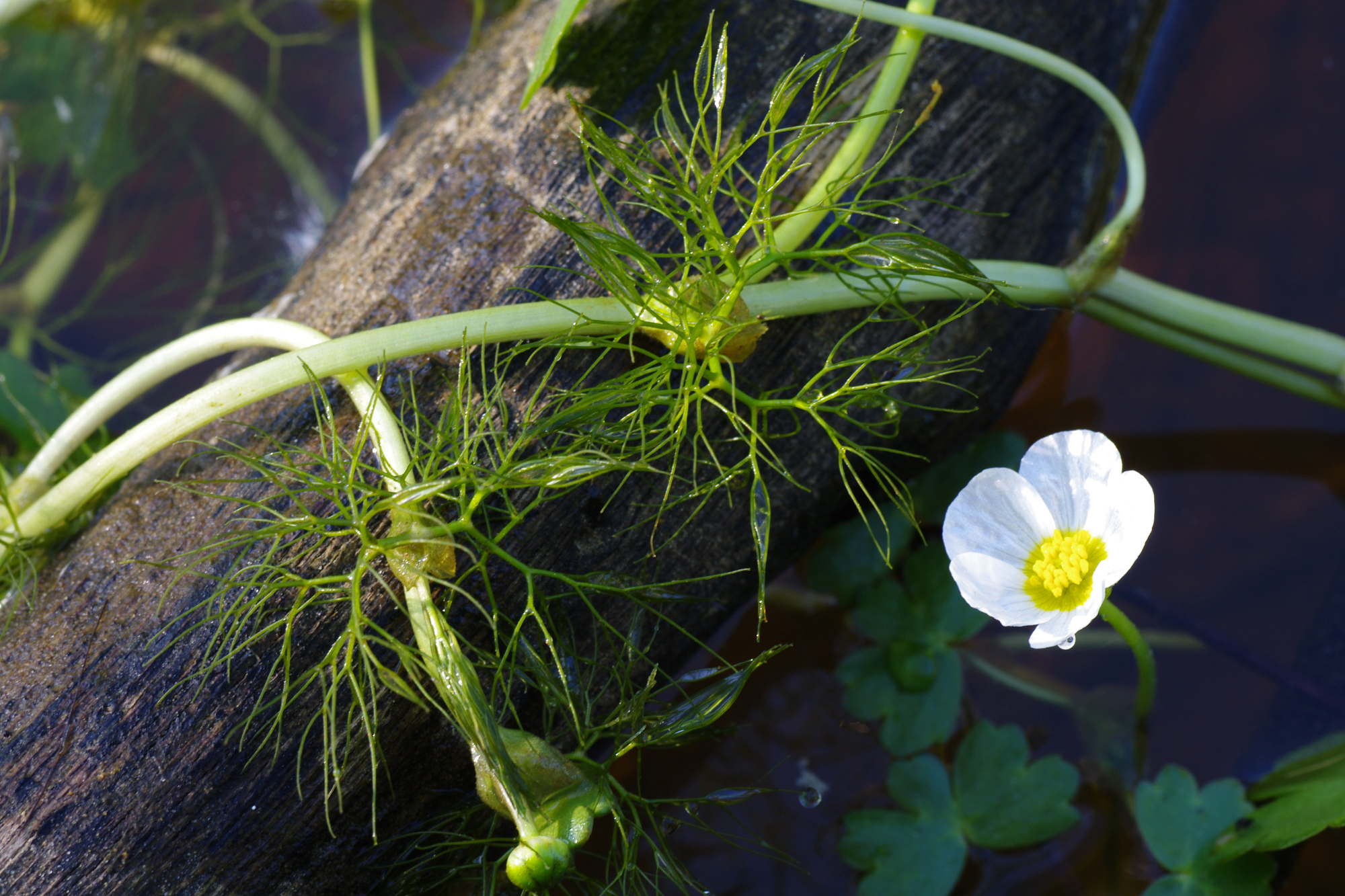
Stängel mit Tauchblättern

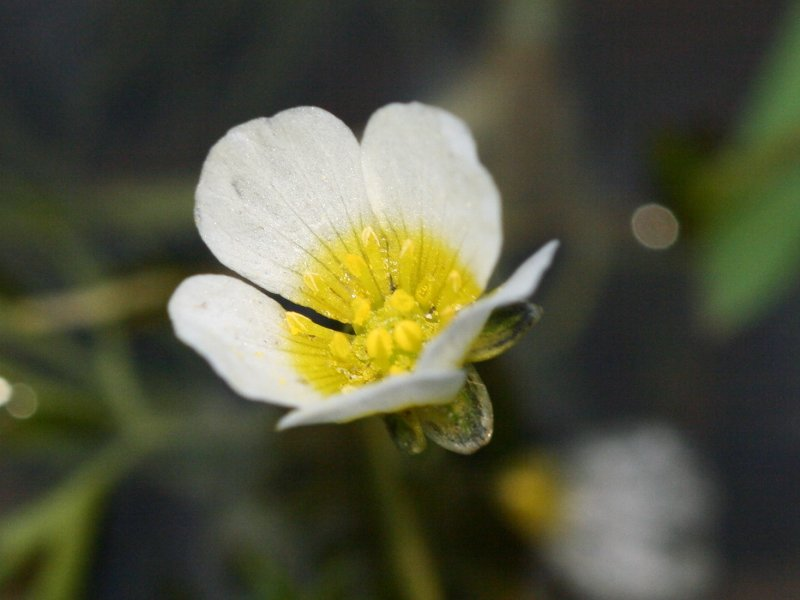
Blüte von Ranunculus peltatus subsp. peltatus

### Vegetative Merkmale
Der Schild-Wasserhahnenfuß ist eine krautige Pflanze. Es liegt Heterophyllie vor. Die submersen Blätter des Schild-Wasserhahnenfußes sind haarförmig geteilt, die Schwimmblätter sind dagegen drei- bis siebenlappig und nierenförmig. Die Nebenblätter sind verkehrt-eiförmig und sind mehr als 3/4 ihrer Länge mit dem Blattstiel verwachsen.

### Generative Merkmale
Die Blütenstiele sind zur Blütezeit mehr als 5 Zentimeter lang und deutlich länger als der gegenüberstehende Blattstiel.
Die zwittrigen Blüten sind radiärsymmetrisch. Die abstehenden, früh abfallenden Kelchblätter sind 3 bis 6 Millimeter lang. Die 6 bis 15 Millimeter langen, weißen Kronblätter decken sich gegenseitig und weisen charakteristische birnen- (Ranunculus peltatus subsp. peltatus) oder halbmondförmige (Ranunculus peltatus subsp. baudotii) Nektardrüsen auf.
Der Schild-Wasserhahnenfuß ist diploid bis hexaploid; die Chromosomenzahl beträgt 2n = 16, 32 oder 48.

## Vorkommen
Das Areal des Schild-Wasserhahnenfußes erstreckt sich nordwärts bis Schottland, Mittelschweden und Finnland; ostwärts bis ins Wolga-Gebiet; südwärts bis Nordafrika. In Osteuropa fehlt diese Art fast ganz.
Der Schwerpunkt der Verbreitung liegt aber in den küstennahen Gebieten. Der Schild-Wasserhahnenfuß besiedelt flache, stehende oder langsam fließende, meso- bis eutrophe Gewässer. Er ist eine Charakterart des Ranunculetum peltati aus dem Verband Nymphaeion, kommt aber auch in Pflanzengesellschaften des Verbands Ranunculion fluitantis vor.
Die ökologischen Zeigerwerte nach Landolt et al. 2010 sind in der Schweiz für Ranunculus peltatus subsp. peltatus: Feuchtezahl F = 5vw+ (unter Wasser und schwimmend), Lichtzahl L = 3 (halbschattig), Reaktionszahl R = 2 (sauer), Temperaturzahl T = 3 (montan), Nährstoffzahl N = 2 (nährstoffarm), Kontinentalitätszahl K = 4 (subkontinental), Salztoleranz 1 (tolerant).

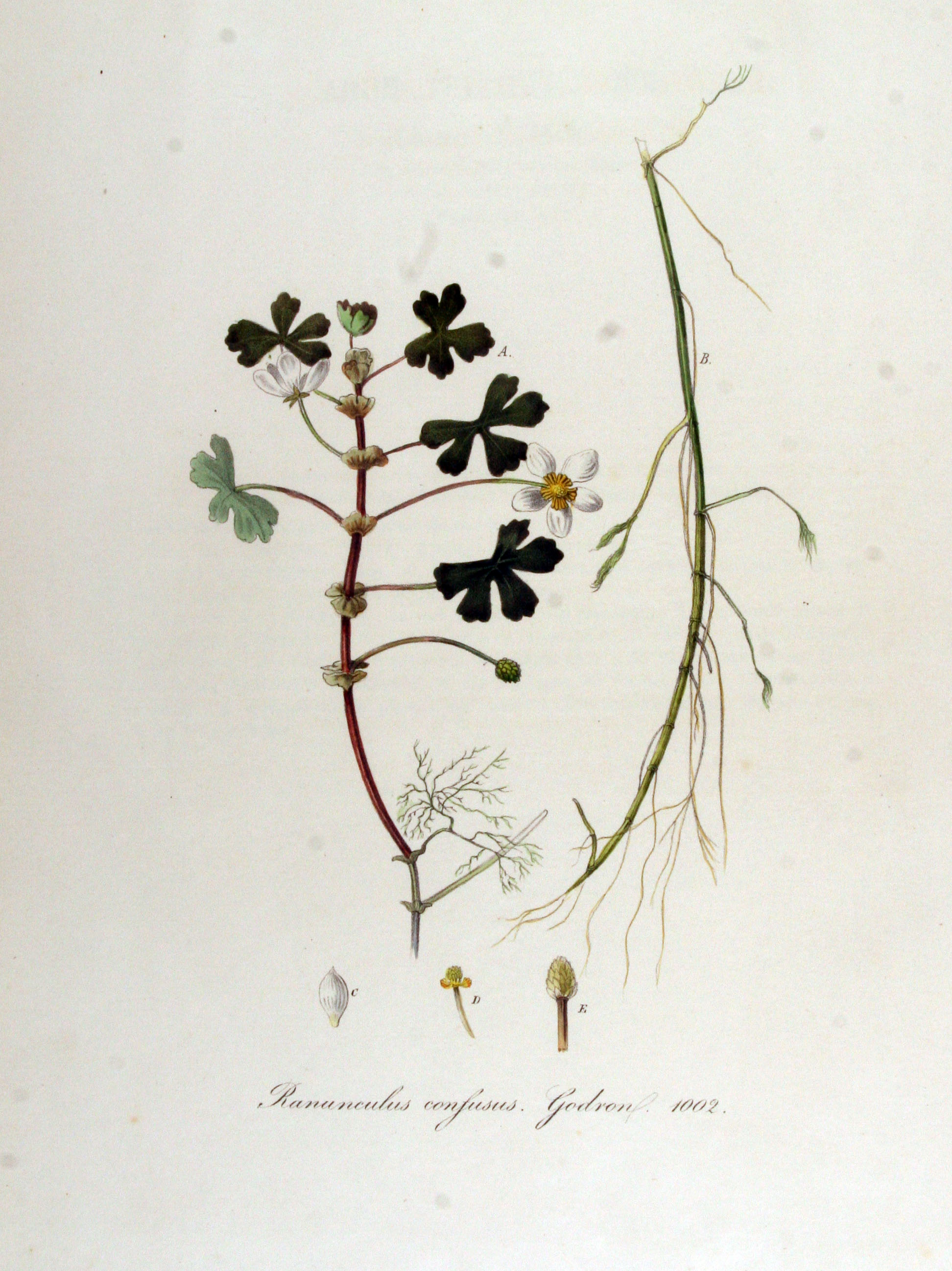
Illustration aus Flora Batava, Volume 13 von Ranunculus peltatus subsp. baudotii

## Systematik
Die Erstveröffentlichung von Ranunculus peltatus erfolgte 1789 durch Franz von Paula Schrank in Baierische Flora, Band 2, S. 103. Das Artepitheton peltatum bedeutet „schildartig“ und bezieht sich auf die Form der Laubblätter. Synonyme für Ranunculus peltatus Schrank sind: Ranunculus aquatilis subsp. peltatus (Schrank) Syme, Batrachium peltatum (Schrank) Presl, Ranunculus floribundus Bab., Batrachium floribundum (Bab.) Dumort., Ranunculus rhipiphyllus Boreau, Batrachium rhipiphyllum (Boreau) Dumort., Batrachium langei Nyman, Ranunculus leontinensis Freyn, Batrachium dichotomum Trautv., Ranunculus diversifolius Rouy & Foucaud non Schrank, Ranunculus kastamonuensis Dönmez.
In Europa gibt es je nach Autor drei oder vier Unterarten:
- Brackwasser-Hahnenfuß oder Baudot-Wasser-Hahnenfuß (Ranunculus peltatus subsp. baudotii (Godron) Meikle ex C.D.K.Cook, Syn.: Ranunculus baudotii Godr., Ranunculus aquatilis subsp. baudotii (Godr.) Ball, Batrachium baudotii (Godr.) Bosch, Ranunculus tripartitus var. obtusiflorus DC., Ranunculus obtusiflorus (DC.) Moss, Batrachium marinum Fr., Ranunculus confusus Godr., Ranunculus dubius Freyn): Sie kommt in Süd- und Westeuropa vor, besonders in küstennahen Gebieten und meidet den Osten; diese Unterart ist tetraploid mit der Chromosomenzahl 2n = 32.[4] Sie ist eine Charakterart des Ranunculetum baudotii.[6] Es gibt Fundortangaben für die Länder Marokko, Algerien, Tunesien, Portugal, Spanien, Frankreich, Großbritannien, Irland, Belgien, die Niederlande, Deutschland, Dänemark, Norwegen, Schweden, Finnland, Estland, Lettland, Polen, Tschechien, Österreich, die Schweiz, Italien, Korsika, Sardinien, Sizilien, Malta, Ungarn, das frühere Jugoslawien, die Slowakei, Albanien, Rumänien, Griechenland, die Türkei und Inseln in der Ägäis.[1]
- Sanikelblättriger Wasserhahnenfuß (Ranunculus peltatus subsp. fucoides (Freyn) Muñoz Garm., Syn.: Ranunculus fucoides Freyn, Batrachium circinatum subsp. fucoides (Freyn) Nyman, Ranunculus aquatilis subsp. fucoides (Freyn) O.Bolòs & al., Batrachium fucoides (Freyn) J.Holub., Ranunculus saniculifolius Viv., Batrachium saniculifolium (Viv.) Dumort., Ranunculus aquatilis subsp. saniculifolius (Viv.) O.Bolòs & Vigo, Ranunculus peltatus subsp. saniculifolius (Viv.) C.D.K.Cook, Ranunculus vespertilio Lojac., Ranunculus rodiei Maire): Er kommt in Europa nur im Süden vor; diese Unterart ist diploid mit der Chromosomenzahl 2n = 16.[4] Es gibt Fundortangaben für die Länder Marokko, Algerien, Tunesien, Libyen, Ägypten, Portugal, Spanien, die Balearen, Frankreich, Deutschland, Italien, Korsika, Sardinien, Sizilien, Albanien, Griechenland, Bulgarien, Rumänien, die Ukraine, das frühere Jugoslawien, die Türkei, Zypern, Inseln in der Ägäis, Kreta, Jordanien und Syrien.[1]
- Echter Schild-Wasserhahnenfuß (Ranunculus peltatus Schrank subsp. peltatus): Er kommt in Nord-, West- sowie Südeuropa besonders in den küstennahen Gebieten vor; diese Unterart ist diploid, tetraploid oder hexaploid mit den Chromosomenzahlen 2n = 16, 32[4] oder 48. Es gibt Fundortangaben für die Länder Marokko, Algerien, Libyen, Portugal, Spanien, Frankreich, Großbritannien, Belgien, die Niederlande, Irland, Dänemark, Norwegen, Schweden, Finnland, Deutschland, Tschechien, Polen, Estland, Italien, Sardinien, Sizilien, Malta, Österreich, die Schweiz, das frühere Jugoslawien, Ungarn, Griechenland, Bulgarien, Rumänien, Kreta, Inseln der Ägäis, Türkei, Zypern, Georgien und das Gebiet von Israel und Jordanien.[1]
- Ranunculus peltatus subsp. sphaerospermus (Boiss. & Blanche) Meikle (Syn.: Ranunculus sphaerospermus Boiss. & C.I.Blanche, Batrachium sphaerospermum (Boiss. & C.I.Blanche) Iranshahr, Batrachium rhipiphyllum subsp. sphaerospermum (Boiss. & C.I.Blanche) C.D.K.Cook): Sie kommt auf der Balkanhalbinsel, in Vorderasien und Nordafrika vor.[1]